# Юкснурме
Юкснурме (эст. Üksnurme) — деревня в волости Саку уезда Харьюмаа, Эстония. Старейшина деревни — Маргус Хейн (Margus Hein).

## География и описание
Расположена в северной части Эстонии, в 8 км к югу от Таллина. На севере деревня граничит с деревнями Яльгимяэ и Юулику, на северо-западе — с Сауэ, на западе — с Рахула, на северо-востоке — с посёлком Саку, на востоке — с деревней Каземетса и на юге — с деревнями Метсанурме и Коппельмаа. Высота над уровнем моря — 40 метров.
Бо́льшую часть территории деревни составляют поля. На юге и на севере находятся небольшие участки леса. Граница с деревней Коппельмаа (т.е. с волостью Сауэ) проходит по реке Кейла.
Деревня имеет эмблему и флаг с изображением древнего щита, найденного на её территории. Цвета деревни — светло-зелёный, тёмно-красный и ржаво-красный.
Климат умеренный. Официальный язык — эстонский. Почтовый индекс — 75513.

## Население
По данным переписи населения 2021 года, в Юкснурме насчитывалось 738 жителей, из них 692 (93,8 %) — эстонцы.
По данным переписи населения 2011 года, в деревне проживали 504 человека, из них 478 (94,8 %) — эстонцы.
Численность населения деревни Юкснурме:
| Год  | 1959 | 1970 | 1972  | 1979 | 1989 | 2000  | 2011  | 2021  |
| ---- | ---- | ---- | ----- | ---- | ---- | ----- | ----- | ----- |
| Чел. | 67   | ↗ 76 | ↗ 115 | ↘ 87 | ↘ 73 | ↗ 165 | ↗ 504 | ↗ 738 |

## История
Самое раннее свидетельство о живших на территории современной Юкснурме людях — расположенный на холме Варетевяли каменный могильник, датированный первым тысячелетием до нашей эры.
Раскопки на территории деревни свидетельствуют о том, что постройки в этом месте были уже в первой половине первого тысячелетия нашей эры, но наибольшее количество найденных бронзовых орудий труда и украшений относятся к IX—XIII векам.
Первые упоминания о деревне датируются 1219 годом, когда датские монахи прибыли сюда для того, чтобы крестить местных жителей. Согласно их отчётам, деревня была размером в 7 сох. Подсчёт населения не проводился, но приблизительно здесь жило около 100 человек.
Согласно данным, указанным в датской поземельной книге, деревня в 1241 году называлась Huxnurm и принадлежала Одвардусу Де Лоде, вассалу короля Дании Эрика IV. В источниках 1425 года упоминается Uxnurm, 1505 года — Uxenorme, 1620 года — Oxenorum; в 1837 году деревня также называлась Сурекюлла (Surekülla).
В источниках 1472 года здесь упоминается мыза, до 1561 года относившаяся к принадлежавшей Ливонскому ордену мызе Харк).
В 1830-х годах здесь была основана новая мыза — Укснорм (нем. Uxnorm, Юкснурме, эст. Üksnurme mõis). Первым хозяином этой мызы был Генрих Гастфер. С 1846 года мызой владел Юулиус фон Рамм, с 1853 года — Дитрих фон дер Пален. В 1882 мыза перешла в собственность владельца мызы Сак (Саку) фон Багговута.
В русских источниках 1900 года населённый пункт упоминается как деревня Укснормъ, 1913 года — село Укснормъ.
С 1900 до земельной реформы 1919 года мыза принадлежала семье Антроповых, и в те годы здесь проживали первая женщина-профессор Эстонии (1936), пианистка и преподаватель Таллинской консерватории Сигрид Антропова-Хёршельманн (01.04.1886—09.04.1987) и эстонский политический деятель и первый президент Музыкально-певческого общества «Эстония» Роман Антропов (6.06.1836—19.12.1926).
Деревня Юкснурме оставалась на своем первоначальном месте до середины XIX века, после чего ее жители расселились по пастбищам. Поселение Юкснурме, возникшее в 1920-х годах на землях бывшей мызы Укснорм, в 1939 году получило статус деревни и название Нурме (эст. Nurme). В 1977 году Нурме была объединена с Юкснурме.
В 1866 году, во времена Эстляндской губернии, на основе земель мызы Укснорм была создана волость Юкснурме, которая просуществовала до 1891 и была объединена с волостью Сауэ.
5 декабря 1945 года деревня Юкснурме вошла в состав Сауэского  сельсовета. В советское время деревня располагалась на землях Опорно-показательного совхоза «Саку» и часть деревни, обращённая к поселку Саку, была густо застроена дачными домами. Затем многие из них были перестроены в жилые здания, пригодные для круглогодичного проживания.
В 1989 году в парке бывшей мызы во время проведения рутинных сельскохозяйственных работ был найден клад с серебряными, бронзовыми и другими старинными монетами.
Деревня состоит из 503 кадастровых единиц. Территория вокруг бывшей мызы и самая северная часть деревни малонаселены; традиционные хутора располагаются посреди обширных сельскохозяйственных угодий, а новые жилые комплексы гармонично вписываются в их среду.
29 октября 2004 года в деревне была зарегистрирована некоммерческая организация «Юкснурме», целью которой является развитие деревни. 27 августа 2008 года был зарегистрирован фонд «Общинный дом Рехе», уставной целью которого является реконструкция амбара мызы Юкснурме, открытие общинного центра и оживление деревенской жизни. Для выражения коллективных интересов деревни и содействия общению с заинтересованными сторонами были избраны старейшина деревни и его помощники. Близость к посёлку Саку и Таллину продолжает оказывать положительное влияние на развитие деревни.